# Фарли, Крис
Кристофер Кросби Фарли (англ. Christopher Crosby Farley; 15 февраля 1964, Мадисон, Висконсин — 18 декабря 1997, Чикаго, Иллинойс) — американский актёр и комик ирландского происхождения. Получил известность в начале 1990-годов, снявшись в телешоу «Субботним вечером в прямом эфире». Снялся в нескольких успешных комедийных фильмах, но наибольшую популярность снискал после роли Хару в фильме «Ниндзя из Беверли-Хиллз».

## Биография
Крис Фарли родился 15 февраля 1964 года в столице штата Висконсин городе Мэдисон. Его мать, Мэри Энн (урождённая Кросби), была домохозяйкой, а отец, Том Фарли, занимался бизнесом. У Криса было трое братьев, Том Фарли-младший, актёры Кевин и Джон, а также сестра Барбара. Двоюродный брат Криса, Джим, являлся вице-президентом компании «Ford Motor». Все дети семьи Фарли регулярно посещали католическую школу в Мэдисоне, а также высшую школу «Edgewood».
В 1986 году окончил университет Маркетт в Милуоки по специальности «Театр и телесети», где изучал драму и связь.
После окончания колледжа Фарли работал с отцом в «Scotch Oil Company» в Мэдисоне, и тогда же начал профессиональную актёрскую карьеру в импровизационной комической труппе Ark Improv Theatre. Во время гастрольного выступления с труппой «Second City Theatre» его увидел создатель телешоу «Субботним вечером в прямом эфире» Лорн Майклз и пригласил принять участие в программе, где обучался под руководством режиссёра Дела Клоуза. Сменив и этот коллектив на труппу Второго городского театра (где в своё время работал и Джон Белуши, кумир Криса), Фарли был «открыт» для телевидения.
Крис дебютировал на телевидении в 1990 году, облюбовав комедийные и фарсовые персонажи, и вскоре стал одним из самых популярных актёров телешоу. Вместе с комиком Крисом Роком весной 1990 года Фарли стал одним из двух новичков в актёрском составе SNL. Он часто выступал вместе с Адамом Сэндлером, Робом Шнайдером и Дэвидом Спейдом После того, как контракт Криса с SNL истёк, он сосредоточился на актёрской карьере в Голливуде. Фарли сыграл в таких фильмах как «Мир Уэйна», «Яйцеголовые», «Мир Уэйна 2», «Увалень Томми» и «Ниндзя из Беверли-Хиллз».
В фильмах «Увалень Томми» и «Паршивая овца» Фарли снялся с близким другом и коллегой по SNL Дэвидом Спейдом. Каждая из комедий собрала около 32 миллионов долларов в прокате, и обе они пользовались большой популярностью на видеоносителях. Крис Фарли почти достиг звёздного статуса, но проблемы с алкоголем и наркотиками серьёзно сказались на его работе. С начала 1997 года состояние здоровья Фарли часто обсуждалось в прессе. Он пытался лечиться от ожирения и наркотической зависимости, но так и не преуспел в этом.
В 1997 году Крис Фарли принимал участие в озвучивании главного персонажа мультфильма «Шрек», но не успел завершить работу. После смерти Фарли было принято решение переозвучить Шрека, для чего был привлечён актёр Майк Майерс.

### Смерть
18 декабря 1997 года Фарли умер. Причина смерти - остановка сердца, вызванная передозировкой спидбола. 
Тело Криса Фарли было найдено его младшим братом Джоном в квартире на 60-м этаже небоскрёба «Джон Хэнкок Центр» в Чикаго. Позднее вскрытие показало, что Крис скончался рано утром. 
Пять дней спустя Крис Фарли был похоронен в его родном Мадисоне, присутствовало более 500 человек. Приехали попрощаться и многие из его коллег, в том числе Фил Хартман, Адам Сэндлер, Брендан Фрейзер, Стив Бушеми, Кристофер Уокен, Майк Майерс и Дэн Эйкройд.
26 августа 2005 года Крис Фарли был посмертно удостоен звезды на голливудской «Аллее славы».

## Фильмография
| Год       |   | Русское название                 | Оригинальное название  | Роль                      |
| --------- | - | -------------------------------- | ---------------------- | ------------------------- |
| 1990—1996 | с | Субботним вечером в прямом эфире | Saturday Night Live    | разные персонажи          |
| 1992      | ф | Мир Уэйна                        | Wayne’s World          | телохранитель             |
| 1992      | с | Шоу Джеки Томаса                 | The Jackie Thomas Show | Крис Томас                |
| 1993      | с | Розанна                          | Roseanne               | человек в магазине одежды |
| 1993      | ф | Яйцеголовые                      | Coneheads              | механик Ронни             |
| 1993      | с | Шоу Ларри Сандерса               | The Larry Sanders Show | в роли самого себя        |
| 1993      | ф | Мир Уэйна 2                      | Wayne’s World          | телохранитель             |
| 1994      | с | —                                | Tom                    | Крис                      |
| 1994      | ф | Пустоголовые                     | Airheads               | офицер Уилсон             |
| 1995      | ф | Билли Мэдисон                    | Billy Madison          | водитель автобуса         |
| 1995      | ф | Увалень Томми                    | Tommy Boy              | Томми                     |
| 1996      | ф | Паршивая овца                    | Black Sheep            | Майк Доннелли             |
| 1997      | с | Всякая всячина                   | All That               | шеф-повар «Чикаго Кетчуп» |
| 1997      | ф | Ниндзя из Беверли-Хиллз          | Beverly Hills Ninja    | Хару                      |
| 1998      | ф | Почти герои                      | Almost Heroes          | Бартоломью Хант           |
| 1999      | ф | Грязная работа                   | Dirty Work             | Джимми                    |

## Награды и номинации
- Премия канала «MTV», 1997 год
  - Номинации: Лучшая комедийная роль («Ниндзя из Беверли Хиллз»)

- Премия канала «MTV», 1996 год
  - Победитель: Лучший экранный дуэт («Увалень Томми»)
  - Номинации: Лучшая комедийная роль («Увалень Томми»)